# 八一勋章 (2017年)
八一勋章是中华人民共和国授予军人的一种勋章，是现行中国军事荣誉制度中最高的一级，由中华人民共和国中央军事委员会决定，中华人民共和国中央军事委员会主席授予。授予的对象是中国人民解放军、中国人民武装警察部队和公安现役部队的军人和文职人员。

## 历史
2017年6月12日，经中央军委主席习近平批准，重新设立“八一勋章”。新设立的“八一勋章”是由中央军事委员会决定、中央军委主席签发证书并颁授的军队最高荣誉，授予在维护国家主权、安全、发展利益，推进国防和军队现代化建设中建立卓越功勋的军队人员，一般每5年授予一次，通常在中国人民解放军建军“逢五”“逢十”周年时组织，特殊情况下可以及时授予。
2017年7月，中央军委主席习近平签署命令，授予麦贤得等10位同志“八一勋章”。2017年7月28日，中央军委颁授“八一勋章”和授予荣誉称号仪式在北京八一大楼举行，中共中央总书记、国家主席、中央军委主席习近平向“八一勋章”获得者颁授勋章和证书。这是“八一勋章”首次颁授。
2022年3月29日，中央军委主席习近平批准在中国人民解放军建军95周年之际，中央军委评选颁授“八一勋章”。

## 外观
根据官方介绍，“八一勋章”采用了八一军徽、五角星、利剑、旗帜、光芒和长城、橄榄枝等设计元素。五角星衬托八一军徽，表明中国人民解放军从红军走来，并象征军队至高荣誉；五个利剑组合与五角星相呼应，象征我军是听党指挥、能打胜仗、作风优良的人民军队，具有坚不可摧的向心力凝聚力战斗力；旗帜、光芒，象征受勋者在党的旗帜引领下取得辉煌成绩，其事迹和精神也具有旗帜般导向作用，是全军官兵学习的榜样；长城，象征人民军队忠实履行党和人民赋予的神圣使命，坚决捍卫国家主权、安全、发展利益；橄榄枝，象征中国坚定不移走和平发展道路，以及人民军队为捍卫世界和平做出的突出贡献。

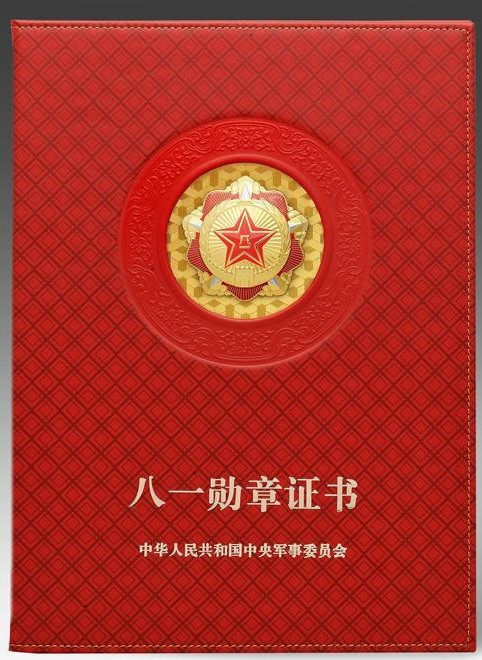
《八一勋章证书》封面
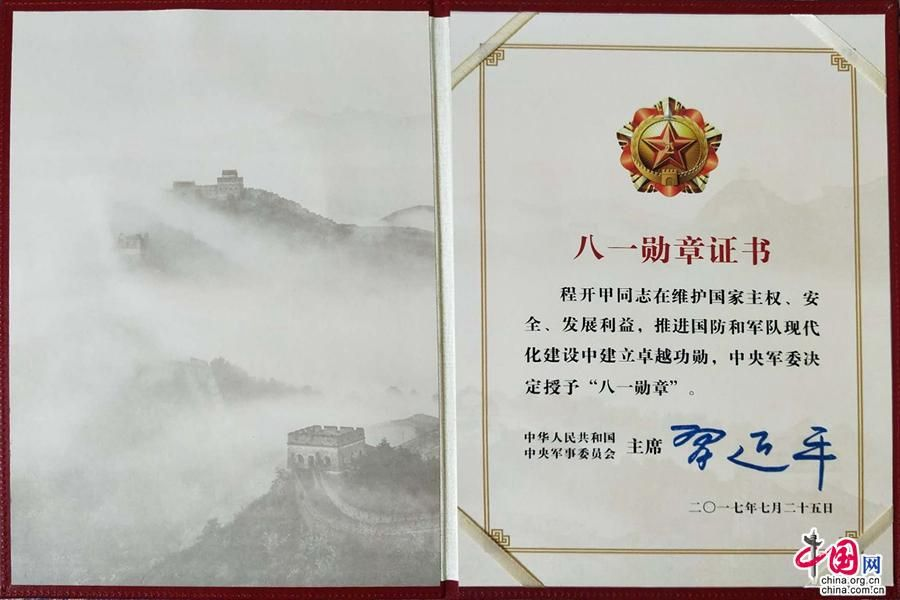
程开甲所获的《八一勋章证书》内页

## 授予

### 资格
新华社通稿指出，八一勋章授予“在维护国家主权、安全、发展利益，推进国防和军队现代化建设中建立卓越功勋的军队人员”。

### 名单
| 序号 | 姓名   | 授予时军衔/文职级别 | 所在大单位     | 授予时职务                                                                       | 通稿评价                           | 曾获得的军内最高级别奖励                         | 授予日期      |
| ---- | ------ | ------------------- | -------------- | -------------------------------------------------------------------------------- | ---------------------------------- | ------------------------------------------------ | ------------- |
| 1    | 麦贤得 | 退役海军大校        | 海军           | 原91708部队副部队长                                                              | 意志坚强、不怕牺牲的钢铁战士       | 1965年国防部授予“战斗英雄”荣誉称号               | 2017年7月28日 |
| 2    | 马伟明 | 海军专业技术少将    | 海军           | 海军工程大学电气工程学院电力电子技术研究所主任、中国工程院院士、中共中央候补委员 | 心系强军、锐意创新的科研先锋       | 2002年、2011年中央军委两次记一等功               | 2017年7月28日 |
| 3    | 李中华 | 空军大校            | 空军           | 空军指挥学院原训练部副部长                                                       | 挑战极限、勇争第一的试飞英雄       | 2007年中央军委授予“英雄试飞员”荣誉称号           | 2017年7月28日 |
| 4    | 王忠心 | 一级军士长          | 火箭军         | 96722部队71分队班长                                                              | 建功基层、爱岗敬业的优秀士官       | 2015年第二炮兵授予“践行强军目标模范士官”荣誉称号 | 2017年7月28日 |
| 5    | 景海鹏 | 少将                | 战略支援部队   | 解放军航天员大队特级航天员                                                       | 矢志报国、逐梦太空的英雄航天员     | 2008年中央军委授予“英雄航天员”荣誉称号           | 2017年7月28日 |
| 6    | 程开甲 | 文职特级            | 军委装备发展部 | 原国防科工委科学技术委员会正军职常任委员、中国科学院院士                         | 忠诚奉献、科技报国的“两弹一星”元勋 | 1999年获中央军委发“两弹一星”功勋奖章             | 2017年7月28日 |
| 7    | 韦昌进 | 大校                | 军委国防动员部 | 山东省枣庄军分区政治委员                                                         | 视死如归、血战到底的战斗英雄       | 1986年被中央军委授予“战斗英雄”荣誉称号           | 2017年7月28日 |
| 8    | 王刚   | 武警上校            | 武警           | 武警新疆总队某支队支队长                                                         | 赴汤蹈火、冲锋陷阵的反恐英雄       | 一等功两次                                       | 2017年7月28日 |
| 9    | 冷鹏飞 | 退役少将            | 沈阳军区善后办 | 原81032部队副军职调研员                                                          | 冲锋在前、英勇果敢的战斗英雄       | 1969年被中央军委授予“战斗英雄”荣誉称号           | 2017年7月28日 |
| 10   | 印春荣 | 武警大校            | 公安现役部队   | 云南省公安边防总队普洱市支队支队长                                               | 独具虎胆、出生入死的缉毒英雄       | 一等功一次                                       | 2017年7月28日 |
| 11   | 杜富国 | 一级上士            | 南部战区       | 南部战区陆军某扫雷排爆大队一级上士                                               | 忠诚使命、英勇无畏的排雷英雄       | 一等功一次                                       | 2022年7月27日 |
| 12   | 钱七虎 | 文职特级            |                | 原解放军理工大学国防工程学院爆炸冲击防灾减灾国家重点实验室教授                   | 科技强军、为国铸盾的防护工程专家   |                                                  | 2022年7月27日 |
| 13   | 聂海胜 | 专业技术少将        | 战略支援部队   | 解放军航天员大队特级航天员                                                       | 矢志报国、三巡太空的英雄航天员     |                                                  | 2022年7月27日 |